# جنرال إلكتريك للطيران
جنرال إلكتريك للطيران (بالإنجليزية: GE Aviation)‏ أو مايعرف اختصارا باسم جي إي للطيران هي شركة تابعة لجنرال الكتريك ويقع المقر الرئيسي، في ايفينديل (Evendale)، أوهايو ، خارج سينسيناتي . وتعد جنرال الكتريك للطيران من بين أكبر مصنعي وموردين محركات الطائرات في العالم، وتقوم بتوفر محركات لمعظم الطائرات التجارية. وجنرال الكتريك للطيران جزء من تكتل جنرال الكتريك، التي تعد واحدة من أكبر الشركات في العالم. وعرفت جنرال الكتريك للطيران سابقا باسم جنرال الكتريك لمحركات الطائرات أو (GEAE) حتى سبتمبر 2005.
وتعتبر شركتي رولز رويس بي إل سي وبرات آند ويتني أهم المنافسين الرئيسيين لشركة جنرال الكتريك للطيران في سوق محركات الطائرات. وهي شريك إستراتيجي مع شركة سنيكما الفرنسية في شركة سي اف ام الدولية لإنتاج المحركات.

## التاريخ

### الجهود المبكرة
لجنرال الكتريك تاريخ طويل في تصنيع التوربينات البخارية، يعود تاريخها إلى بدايات القرن العشرين. ففي عام 1903 وظفوا سانفورد الكسندر موس، والذي بدأ في ذلك الوقت مع جنرال الكتريك بتطوير شاحن هواء توربو (turbo superchargers). وخلال العشر سنوات التالية وبفضل هذا التطوير سجلت كثير من الأرقام القياسية من خلال سلسلة من الرحلات الجوية الناجحة.
في البداية كان عمليات الطيران على ارتفاعات عالية محدودة، ولكن في السنوات التي سبقت الحرب العالمية الثانية أصبحت التجهيزات القياسية على جميع الطائرات العسكرية أكثر فاعلية وعملية. وكانت جنرال الكتريك شركة رائدة عالميا في هذه التقنية؛ تتركز معظم الشركات الأخرى على شواحن هواء أبسط ميكانيكيا يقودها المحرك نفسه، في حين أمضت جنرال الكتريك جهدا كبيرا في تطوير نظام توربو مدفوع من العادم والتي أظهرت أداء أعلى.
جعل هذا العمل لهم شريك الصناعية الطبيعية لتطوير المحركات النفاثة عندما فرانك ويتل (Power Jets W.1) وقد تجلى المحرك ل هنري أرنولد (Henry H. Arnold) في عام 1941. تم ترتيب رخصة الإنتاج في سبتمبر، والعديد من محركات اختبار القائمة W.1 شحنها إلى الولايات المتحدة للدراسة، حيث تم تحويلها إلى صناعة الولايات المتحدة باعتبارها IA. جي إي التي بسرعة إنتاج النسخ المحسنة؛ تم إنتاج I-16 في أرقام محدودة ابتداء من عام 1942، وأكثر من ذلك بكثير قوية I-40 تبع في عام 1944، والتي ذهبت إلى السلطة أول قتالية قادرة على المقاتلات النفاثة الولايات المتحدة، و لوكهيد بي-80 شوتينق ستار .
استغرق طائرة عمل المحرك في وقت مبكر مكان في جنرال الكتريك في سيراكيوز، NY (توربينات البخار) و لين، MA (شحان) النباتات، ولكن تتركز قريبا في محطات لين. . في 31 يوليو 1945 أصبح مصنع لين لل"شعبة توربينات الغاز الطائرات" . كان جي إي قادر مرارا لتقديم ما يكفي من محركات للجيش والطلب البحرية، وإنتاج I-40 (التي تعرف الآن باسم J33 وسلم) أيضا إلى شركة محركات أليسون في عام 1944. بعد انتهاء الحرب، ألغى الجيش أوامرها لJ33s جي إي -بناؤها وتحولت إنتاج كامل لأكثر من أليسون،  وتم إغلاق مصنع سيراكيوز.

## التوسع العسكري والمدني

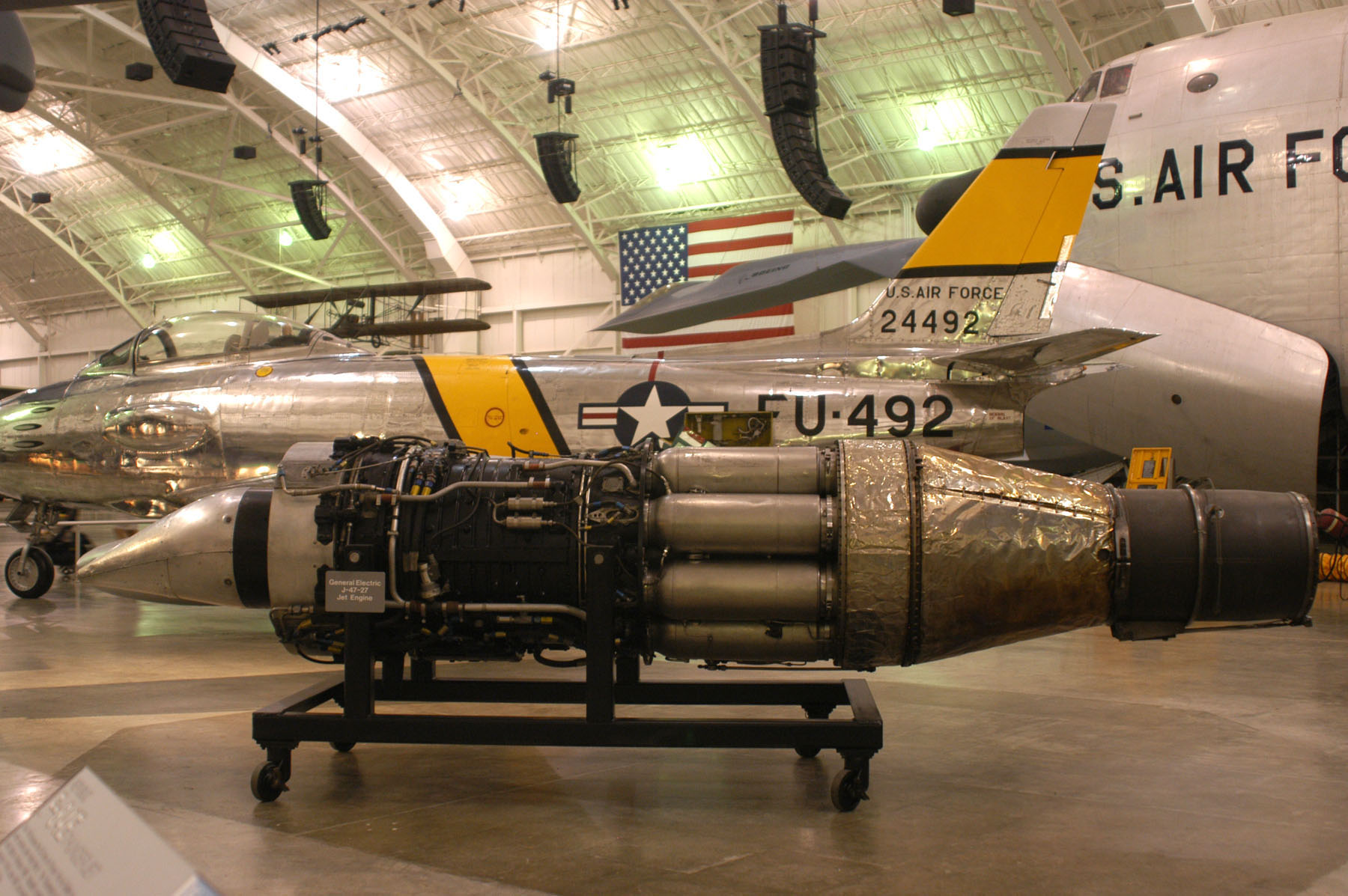
محرك جيه47 “J47” والذي أنتج منه أكثر من 30،000 محرك

أدت هذه التغيرات في ثروة لمناقشة داخل الشركة عن مزاولة في سوق محركات الطائرات. ومع ذلك، فإن المهندسين في لين قدما في تطوير محرك جديد، وTG-180 والتي اعتبرت J35 من قبل الجيش الأمريكي.
خصصت أموال التنمية في عام 1946 للحصول على نسخة أكثر قوة من نفس التصميم، وTG-190. ظهر هذا المحرك أخيرا كما الشهير جنرال الكتريك جيه47 “J47”، والتي شهدت طلبا كبيرا على طائرات عسكرية عدة، افتتحت منشأة التصنيع الثانية بالقرب من سينسيناتي، أوهايو. ركض جيه47 الإنتاج إلى 30،000 محركات وبحلول الوقت الذي أغلقت خطوط عام 1956. أدى مزيد من جيه47 التنمية من خلال باتريك كلارك في عام 1957 إلى جيه73 “J73” ، ومن هناك إلى أكثر من ذلك بكثير قوية جيه79 “J79”. كان جيه79 الثانية "ضرب" جي إي ، مما يؤدي إلى عملية الإنتاج من 17،000 في عدة بلدان مختلفة. وجي إي و شركة لوكهيد الفريق الذي طور محرك جيه79 والطائرة المقاتلة إف-104 ستارفايتر ذات سرعة 2 ماخ في عام 1958 كولير الكأس لإنجاز تقني متميز في مجال الطيران. تليها نجاحات أخرى، بما في ذلك محركات عمود الدوران التوربيني من طراز تي58 (T58) وطراز تي64 (T64) والمحركات جيه85 (J85) ومحرك إف404 (F404) المحركات النفاثة.
ومحرك جنرال اليكتريك تي إف 39 كان أول محرك مروحي عالي الالتفافية يدخل الإنتاج. دخل مناقصة لتزويد الطائرة العملاقة لوكهيد سي5 غلاكسي بالمحركات في عام 1964 ضد تصاميم لمحركات مماثلة تقدمت بها كل من شركة كيرتس رايت (Curtiss-Wright) وشركة برات آند ويتني، وفي عام 1965 تم اختيار محرك جنرال اليكتريك تي إف 39 ليكون المحرك الفائز بتزويد طائرة غلاكسي بالمحركات. وقد أدى هذا إلى إنتاج نموذج مدني من المحرك وهو المحرك الشهير جنرال الكتريك سي إف 6 ،  والذي زود طائرات لوكهيد إل-1011 تراى ستار وماكدونل دوغلاس دي سي - 10 بقوة الدفع. وعلى الرغم من أن شركة لوكهيد غيرت لاحقا المحرك واستخدمت محرك رولز رويس أر بي 211، فأن ماكدونل دوغلاس واصلت استخدام محرك جنرال الكتريك سي إف 6 على طائرتها دي سي - 10، وأدى هذا النجاح إلى مبيعات عالية على نطاق واسع في العديد من الطائرات الكبيرة بما في ذلك طراز بوينغ 747.
وتحقق النجاح العسكري إلى نجاح مدني آخر عندما اختيرت جي إي لتوريد محركات لطائرة لوكهيد إس-3 فايكنغ وطائرة فيرتشايلد ريبابليك أيه – 10 ثاندربولت الثانية، وتطوير المحركات الصغيرة ذات الالتفافية العالية باستخدام تكنولوجيات من تي إف 39. الناتجة تي إف 34. تم تكييفها لتصبح سي إف 34 (CF34)، الذي واسعة متنوعة من النماذج القوى العديد من الطائرات الإقليمية تحلق اليوم.
في أوائل السبعينات، تم اختيار جي إي أيضا لتطوير محركات عمود دوران توربينية حديثة، لاستخدامها على طائرات الهليكوبتر، ومن أجل ذلك، فقد تم تطوير محرك تي700 (T700) إلي محرك سي تي 7 (CT7) وهو محرك مروحي توربيني للاستخدام على طائرات النقل الإقليمي.

## قوة الحديثة
في عام 1974 دخلت جنرال الكتريك للطيران في اتفاق مع سنيكما الفرنسية، لإنشاء مشروع مشترك بينهما، حيث تم تشكيل شراكة بنسبة 50/50 وعرف باسم سي اف ام الدولية“ وذلك للاشتراك في إنتاج مشترك لمحرك متوسط الحجم، ونتج عن هذا التعاون المشترك محرك سي اف ام 56. وتم إنشاء مصنع جديد في في ايفينديل، أوهايو لإنتاج محرك سي اف ام 56. في البداية، كانت المبيعات لمحرك سي اف ام 56 شبه معدومة ومن الصعب جدا تحقيقها. وكان من المقرر أن يتم إلغاء المشروع. ولكن، قبل أسبوعين فقط من موعد الالغاء والذي كان مقرر أن يحدث في مارس 1979، قامت العديد من من الشركات باختيار محركات سي اف ام 56 لاستبدال المحركات المثبتة على اسطول طائراتها من طراز دوغلاس دي سي-8. . وبحلول يوليو 2010، كانت سي اف ام الدولية قد سلمت المحرك رقم 21،000 من عائلة سي اف ام 56، مع معدل إنتاج سنوي يبلغ 1250 محرك في السنة، ومع أربع سنوات انتظار في تراكم الإنتاج.
نجاح مشروع سي اف ام الدولية، قاد شركة جي إي للانضمام في عدة شراكات مماثلة، منها: غاريت ايرسيرتش (Garrett AiResearch)، ومع شركة سي إف إي “CFE” في إنتاج محرك طراز سي إف إي 738 “CFE738”، ومع برات آند ويتني في تحالف المحرك لإنتاج محرك جي بي 7000 “GP7000”، ومؤخرا مع هوندا في هوندا للمحركات جي إي ايرو مشروع المروحي الصغيرة. كما واصلت جي إي تطوير خطوط خاصة بهم، وتقديم نماذج جديدة المدنيين مثل جي اي 90 ، والتصاميم العسكرية مثل محرك جنرال إلكتريك إف110 .

## جي إي للطيران اليوم

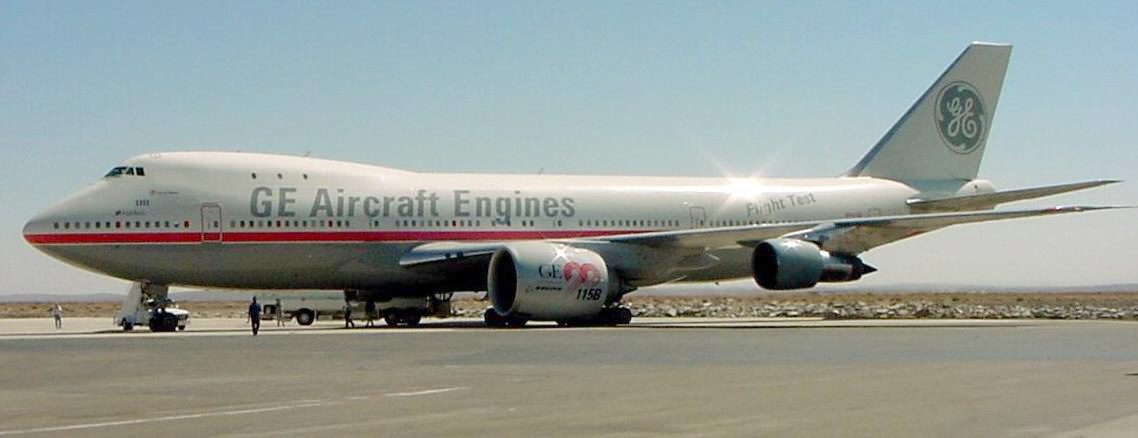
أستخدمت جنرال الكتريك للطيران في التسعينات طائرة من طراز بوينغ 747-100 كمنصة اختبارات لمحركاتها، من طراز جي اي 90 والتي تستخدم لدفع طائرات بوينغ 777

اختارت بوينغ كل من جنرال الكتريك للطيران (آنذاك GEAE) ومنافستها رولز رويس لتزويد طائراتهاالجديدة بوينغ 787 بالمحركات الدافعة. حيث قدمت جنرال الكتريك للطيران محركها من طراز جي إي أن إكس والمطور عن محركها السابق الشهير من طراز جي اي 90، كما أن جنرال الكتريك للطيران لديها أيضا التفرد الحصري لمدة سنتين لتزويد طائرات بوينغ 747-8 بالمحركات دون أي منافسة من شركات أخرى مصنعة لمحركات الطائرات.
مازالت مرافق مصنع لين تواصل تجميع المحركات النفاثة لصالح وزارة دفاع الولايات المتحدة، والخدمات للشركات الفرعية والمشغلين التجاريين. وتشمل المحركات تجميعها في مصنع لين تشمل محركات:
- محرك تي 700 (T700)
- محرك أف 414 (F414)
- محرك أف 404 (F404)
- محرك سي أف إي 738(CFE738)

كذلك ينتج مصنع لين أيضا النسخ المحركات المطورة التالية:
- النسخ المطورة -3 و-8 من محرك سي إف 34 (CF34) وهو محرك نفاث مخصص للطائرات المدنية قصيرة المدة (الإقليمية)
- النسخة التجارية للمحرك التربيني سي تي 7 (CT7)
- الإصدار التجاري للمحرك التربيني تي 700(T700) والمعروف أيضا باسم سي تي 7 (CT7).

محطة Evendale تجري التجميع النهائي ل سي اف ام الدولية لل سي اف ام 56 ، جنرال الكتريك سي إف 6 ، وكذلك LM6000 ، و LM2500 محطات الطاقة.
في منشأة دورهام، كارولاينا الشمالية بولاية كارولاينا الشمالية تجري عملية التجميع النهائي لمحرك جي اي 90 ومحرك سي إف 34 (CF34) ومحطات الطاقة. هي وضعت الأجزاء الحاسمة لهذه المحركات في الثانوية مرافق جي إي الطيران، مثل تلك الموجودة في برومونت، كويبك؛ هووكست]، نيو هامبشاير ؛ ويلمينغتون، كارولاينا الشمالية، بولاية كارولاينا الشمالية؛ مديسنفيل، كنتاكي و روتلاند، فيرمونت ؛ حيث يتم تصنيع ريش المحرك ودوارات.
أعلنت في يوم 15 يناير 2007، مجموعة سميث (Smiths Group) و جنرال الكتريك للطيران أن الأول كان في تجريد الفضاء الحدادون إلى هذا الأخير ل 2.4 مليارجنيه إسترليني (4.8 مليار دولار). أغلقت جي إي الطيران هذه الصفقة على 4 مايو 2007. . أصبح صناع الفضاء، الذي كان موردا هاما، إحدى الشركات التابعة لشركة جي إي للطيران العاملة المعروفة باسم جي إي لأنظمة الطيران. ويقال أن هذه الصفقة تعطي وحدة مجتمعة النفوذ على مقاومة الضغوط التسعير من أكبر عملائها اثنين، بوينغ للطائرات التجارية و EADS / إيرباص . محللون مزيد من التأكيد أنه يمكن جنرال الكتريك لشراء أصول مماثلة لتلك التي تريد في فشل لها عطاءات ل هانيويل في عام 2000.
جنبا إلى جنب مع شراء الحدادون الفضاء، وشملت شراء افتتاح أول مركز تطوير الأداء الجامعي في جامعة ميشيغان التكنولوجية في هوتون، ميشيغان، في جهد للعمل مع طلاب الهندسة لتوفير التدريب في مجال الهندسة وتطوير البرمجيات. كان أداء البرنامج بشكل جيد وأعلنت جي إي للطيران المزيد من فرص الشركة المتحدة للتنمية في جامعة ولاية كنساس .
في يوليو 2008، والحكومات في الخليج العربي التوصل إلى اتفاقات مع جي إي لتوسيع عمليات صيانة المحرك هناك. ل صحيفة وول ستريت جورنال ذكرت أن شركة مبادلة للتنمية، التي تملك أبوظبي لتقنيات الطائرات، وهي شركة ترميم وصيانة، وقعت اتفاقا بقيمة ما يقدر ب 8 مليارات دولار مع جنرال الكتريك، وسوف أبوظبي لتقنيات الطائرات صيانة وإصلاح محركات جي إي المستخدمة في الطائرات التجارية المشتراة من قبل الخطوط الجوية العاملة في منطقة الخليج العربي.
في 23 ديسمبر 2012، أعلنت جي إي أنها وافقت على شراء لطيران رجال الأعمال من AVIO سبا، والشركة المصنعة ومقرها إيطاليا من مكونات الدفع الطيران وأنظمة للطائرات المدنية والعسكرية، ل4.3 مليار دولار أمريكي (EUR3.3 مليار دولار).

## منتجات

### المحركات النفاثة
- J31 (IA و I-16) (1942-1945)
- J33 (I-40)، حيث بلغ إنتاجها في وقت لاحق من قبل أليسون (1945)
- J35 ، مع الإنتاج في وقت لاحق من قبل أليسون (1946)
- جنرال الكتريك جيه47 “J47” عام (1948)
- جنرال الكتريك جيه 79 / سي جيه805 (J79 / CJ805) عام (1955)
- جنرال الكتريك جيه 85 / سي جيه610 (J85 / CJ610) عام (1958)

### توربوفانس ضوء والالتفافية منخفضة
- CF700
- إف 101 (F101) عام(1970)
- سي إف 34 / تي إف 34 (TF34 / CF34) عام (1972)
- F404 (1978)
- جنرال إلكتريك إف110 عام (1984)
- F118 (1989)
- YF120 أساس أو إلغاؤه، لF136 (1989)
- CFE738 ، مع هانيويل (1993)
- F412 (إلغاء)
- F414 (1995)
- F136 ، مع رولز رويس (إلغاء)
- HF120 ، مع هوندا (2003)

### توربوفانس عالية الالتفافية
- جنرال اليكتريك تي إف 39 عام (1968)
- جي إي سي إف 6 (CF6) عام 1970.
- TF34 (1972)
- سي اف ام 56/إف108 (CFM56/F108)/ ، مع سنيكما عام (1982)
- جي إي 90 (GE90) عام (1995)
- جي بي 7200 (GP7200)، مع برات آند ويتني (2006)
- جنرال إلكتريك جينكس مع جي إي (2007)
- محرك ليب (LEAP-X)، مع سنيكما (2014 مخطط)

### propfans المحركات المروحية التربينية
- CT7 (1970s)
- GE36 (1980s)
- T407 (1980s)
- T31 (1940s)
- والتر M601 (اعتبارا من 2008)

### محرك عمود الدوران التوربيني (Turboshafts)
- T58 (1953)
- T64 (1964)
- T700/CT7 (1978)
- GE38 (2011)

### مركبة الدفع
- LV100 ، مع هانيويل

### الدفع ايرو المشتقة والبحرية الصناعية
- LM500 - المستمدة من GE TF34
- LM1500 - المستمدة من محرك جيه79 “J79”
- LM1600 - المستمدة من GE F404
- LM2500 - المستمدة من GE TF39 وCF6-6
- LM5000 - المستمدة من GE CF6-50
- LM6000 - المستمدة من GE CF6-80C2
- LMS100 - المستمدة من GE LM6000 والإطار توربينات الغاز

## وصلات خارجية
- الموقع الرسمي